# Olivenebula albuimacula
Olivenebula albuimacula är en fjärilsart som beskrevs av W. Warren 1911. Olivenebula albuimacula ingår i släktet Olivenebula och familjen nattflyn. Inga underarter finns listade i Catalogue of Life.